# Brunswick (Missouri)
Brunswick – miasto w Stanach Zjednoczonych, w stanie Missouri, w hrabstwie Chariton.